# Pseudomyrmex pictus
Pseudomyrmex pictus är en myrart som först beskrevs av Hermann Stitz 1913.  Pseudomyrmex pictus ingår i släktet Pseudomyrmex och familjen myror.

## Underarter
Arten delas in i följande underarter:
- P. p. castus
- P. p. heterogyna
- P. p. humboldi
- P. p. pictus